# Алтайская письменность
Алтайская письменность — письменность, используемая для записи алтайского языка. За время своего существования функционировала на разных графических основах и неоднократно реформировалась. В настоящее время алтайская письменность функционирует на кириллице. В истории алтайской письменности выделяется 3 этапа:
- до 1929 года — письменность на основе кириллицы;
- 1929—1938 годы — письменность на латинской основе;
- с 1938 года — современная письменность на основе кириллицы.

Алтайский литературный язык и письменность базируются на собственно алтайском наречии. В то же время существуют свои варианты письменности и для других наречий алтайского языка.

## Миссионерский алфавит
Первая письменность для алтайского языка была составлена миссионерами Алтайской духовной миссии в 1840-е годы. Эта письменность базировалась на кириллице, а базой для литературного языка был выбран телеутский диалект. В 1865 году в Санкт-Петербурге были отпечатаны первые книги на алтайском языке — «Земная жизнь Господа нашего Иисуса Христа» и «Беседы готовящемуся к святому крещению: об истинном Боге и истинной вере». Следом, в 1868 году, вышел первый алтайский букварь. Алфавит этого букваря содержал все буквы дореволюционного русского алфавита (кроме ё и ѵ), а также дополнительные знаки ıо̂, к̄, н̄, ӧ, ӱ. На миссионерском алфавите до 1917 года издавались в основном переводы церковных книг, но также имелись буквари, школьная книга для чтения и несколько художественных произведений М. В. Чевалкова
Алфавит Алтайской духовной миссии не имел стабильной нормы и несколько отличался от издания к изданию. Так, в «Алтайском букваре» 1882 года, изданном в Казани, представлен следующий алфавит: А а, Б б, Г г, Д д, Е е, Ж ж, З з, І і, Й й, Ј ј, К к, Л л, М м, Н н, Ҥ ҥ, О о, Ӧ ӧ, П п, Р р, С с, Т т, У у, Ӳ ӳ, Ч ч, Ш ш, Ы ы. В «Азбуке для обучения грамоте алтайских инородческих детей» (Томск, 1896) не было буквы І і, но были И и, Э э. В изданиях начала XX века начертание Ӳ ӳ изменилось на Ӱ ӱ.
После революции 1917 года книгоиздание на алтайском языке было возобновлено в 1921 году, когда вышел букварь для взрослых «Кызыл кӱн». В нём использовался алфавит, сходный с миссионерским. С 1922 года база литературного алтайского языка была переведена с телеутского наречия на собственно алтайское наречие, так как именно на нём говорило большинство алтайцев. Тогда же в алтайский алфавит были введены буквы для написания заимствований из русского языка и он принял следующий вид: А а, Б б, В в, Г г, Д д, Ј ј, Е е, Ж ж, З з, И и, Й й, К к, Л л, М м, Н н, Ҥ ҥ, О о, Ӧ ӧ, П п, Р р, С с, Т т, У у, Ӱ ӱ, Ф ф, Х х, Ц ц, Ч ч, Ш ш, Щ щ, Ъ ъ, Ы ы, Ь ь, Э э, Ю ю, Я я. При этом в первые годы послереволюционные годы алтайская общественность обсуждала вопрос о возможном переходе на старомонгольское письмо.

## Алфавит на основе латиницы

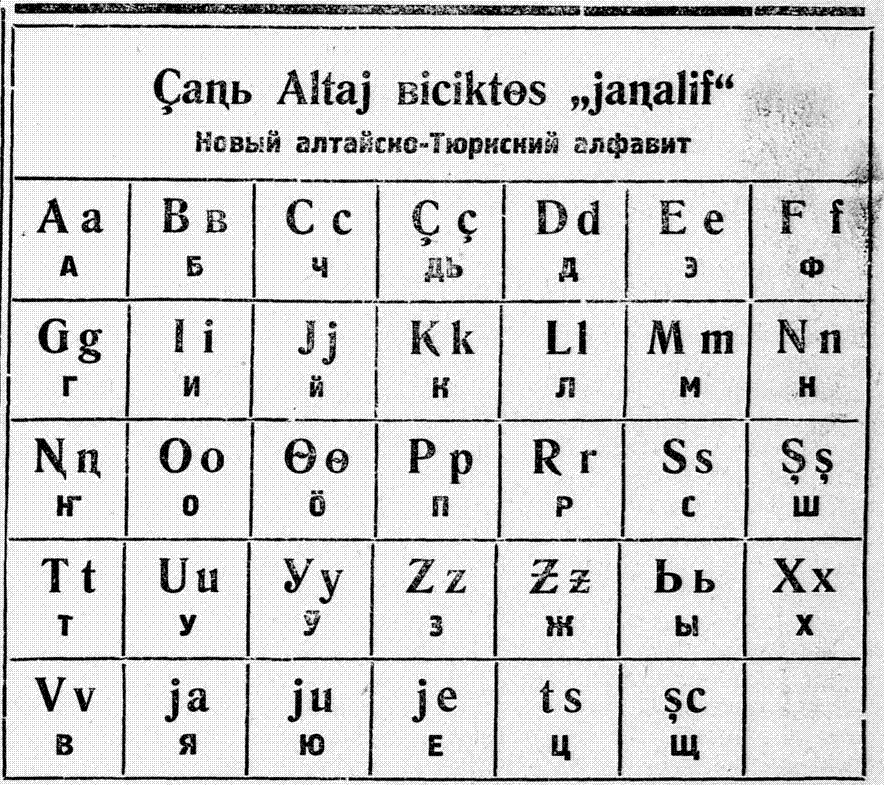
Алтайский латинизированный алфавит (1929—1938)

В ходе процесса латинизации письменностей народов СССР алтайский алфавит в конце 1920-х годов был переведён на латинскую основу. Он был утверждён 24 декабря 1928 года на заседании Научного совета Всесоюзного центрального комитета Нового тюркского алфавита по докладу председателя Ойротского областного комитета нового тюркского алфавита М. Кочеева. Окончательно латинизированный алфавит был утверждён в 1931 году и имел такой вид:
| A a | B ʙ | C c | Ç ç | D d | E e | F f | G g | I i | J j |
| K k | L l | M m | N n | Ꞑ ꞑ | O o | Ө ө | P p | R r | S s |
| Ş ş | T t | U u | V v | X x | Y y | Z z | Ƶ ƶ | Ь ь |     |

## Алфавит на основе кириллицы
В конце 1930-х годов в СССР начался процесс перевода письменностей на кириллическую основу. В 1938 году в Центральный НИИ языка и письменности народов СССР был представлен проект нового алтайского алфавита на основе кириллицы. Этот алфавит содержал все 33 буквы русского алфавита, а также дополнительные знаки Дь дь и Ҥ ҥ. Расширенное заседание в НИИ по этому вопросу забраковало этот проект, так как в нём не содержались отдельные знаки для обозначения специфических звуков алтайского языка — [ӧ] и [ӱ]. Их предлагалось обозначать буквами Ё ё и Ю ю соответственно. В итоге учёный совет НИИ языка и письменности утвердил вариант алфавит с 4 дополнительными знаками: Дь дь, Нъ нъ (вместо Ҥ ҥ), Ӧ ӧ и Ӱ ӱ. Однако на Алтае с этим не согласились и приняли алфавит в его первом варианте, заменив лишь знак Ҥ ҥ на Н' н'.
Однако этот алфавит имел ряд недостатков, из-за чего уже в 1940 году был вновь поднят вопрос о его реформе. В 1944 году эта реформа была осуществлена. Так, было отменено использование букв Ё ё и Ю ю для обозначения звуков [ӧ] и [ӱ]. Вместо них были введены буквы Ӧ ӧ и Ӱ ӱ. Диграф Дь дь был заменён на Ј ј, а знак Н' н'  на Ҥ ҥ. Одновременно в исконно-алтайских словах буквы Ё ё, Ю ю, Я я были заменены на буквосочетания йа, йо и йу (например кая → кайа, коён → койон). Буквы Ё ё, Ю ю, Я я были сохранены только в русских заимствованиях. Таким образом алтайский алфавит после ряда реформ почти полностью вернулся к «миссионерскому» варианту. Этот вариант алфавита используется по настоящее время.
Современный алтайский алфавит:
| А а | Б б | В в | Г г | Д д | Ј ј | Е е | Ё ё | Ж ж | З з |
| И и | Й й | К к | Л л | М м | Н н | Ҥ ҥ | О о | Ӧ ӧ | П п |
| Р р | С с | Т т | У у | Ӱ ӱ | Ф ф | Х х | Ц ц | Ч ч | Ш ш |
| Щ щ | Ъ ъ | Ы ы | Ь ь | Э э | Ю ю | Я я |     |     |     |

## Алфавиты для других наречий алтайского языка
Первая попытка создания кумандинской письменности была предпринята в 1933 году, когда вышел кумандинский букварь на латинской графической основе. Единственным отличием кумандинского алфавита от алтайского было отсутствие буквы Ç ç. В 1990 году был опубликован русско-кумандинский разговорник на кириллице. За ним последовали и другие кумандинские издания. В изданиях 1990-х годов кумандинский алфавит включал все 33 буквы русского алфавита, а также дополнительные буквы Ғ ғ, Ҥ ҥ, Нь нь, Ӧ ӧ, Ӱ ӱ. В издании «Азбука кумандаҥ», вышедшем в 2005 году, знак Нь нь заменён на Њ њ. В том же году М. Б. Петрушовой был предложен кумандинский алфавит с дополнительными знаками Ғ ғ, ɣ, Ћ ћ, Қ қ, Њ њ, Ҥҥ, Ӧӧ, Ӱӱ. 18 октября 2024 года Советом по кумандинскому языку был утверждён кумандинский алфавит из 49 букв:  А а, Аа аа, Б б, В в, Г г, Ғ ғ, Ҕ ҕ, Д д, Е е, Ее ее, Ё ё, Ж ж, З з, И и, Ии ии, Й й, К к, Қ қ, Л л, М м, Н н, Њ њ, Ң ң, О о, Оо оо, Ӧ ӧ, Ӧӧ ӧӧ, П п, Р р, С с, Т т, У у, Уу уу, Ӱ ӱ, Ӱӱ ӱӱ, Ф ф, Х х, Ц ц, Ч ч, Ш ш, Щ щ, Ъ ъ, Ы ы, Ыы ыы, Ь ь, Э э, Ээ ээ, Ю ю, Я я. 
Первые тексты на телеутском наречии появились в 1990 году в газете «Алтайдыҥ чолмоны» — в них использовался стандартный алфавит алтайского языка. В изданиях, вышедших в начале 1990-х годов в Кемеровской области, использовался русский алфавит с добавлением знаков Ң ң, Ӧ ӧ, Ӱ ӱ, Т' т'. В 2000-е годы телеутская письменность получила более широкое распространение и ныне в телеутском алфавите помимо 33 русских букв присутствуют Ғ ғ, Ј ј, Қ қ, Ң ң, Ӧ ӧ, Ӱ ӱ. Ещё в одном из вариантов телеутского алфавита отсутствует буква Ғ ғ.
В первоначальном проекте письменности тубаларского (тубинского) наречия, разработанного в начале XXI века, помимо 33 русских букв присутствовали Ғ ғ, ү, Ј ј, Җ җ, Қ қ, Ҥ ҥ, Њ њ, Ӧ ӧ, Ӱ ӱ. В изданном в 2019 году русско-тубаларском разговорнике приводится схожий алфавит, но без буквы ү и с добавлением Љ љ и Ҷ ҷ.
Первой книгой на челканском наречии стал словарь, выпущенный в 2008 году. В нём используются дополнительные к русскому алфавиту буквы Ӷ ӷ, Ј ј, Ң ң, Ӧ ӧ, Ӱ ӱ. В 2014 году на челканском наречии было создано приложение к букварю, где использовался другой вариант алфавита: А а, Б б, В в, Г г, Ғ ғ, Д д, Ј ј, Е е, Ж ж, З з, И и, й, К к, Қ қ, Л л, М м, Н н, Њ њ, Ҥ ҥ, О о, Ӧ ӧ, П п, Р р, С с, Т т, У у, Ӱ ӱ, Ш ш, Щ щ, Ы ы, Э э.
Алфавит для теленгитского наречия (улаганский говор) был составлен Н. Д. Алмадаковой в 2016 году. Он включает буквы А а, б, ӷ, ғ, д, Ј ј, И и, й, К к, Қ қ, Л л, М м, Н н, ҥ, О о, Ӧ ӧ, ԥ, Р р, С с, Т т, У у, Ӱ ӱ, Ч ч, х, ш, Ы ы, э, ӓ. Однако отмечается, что на практике этот алфавит не применяется, все теленгиты на письме пользуются алфавитом литературного алтайского языка.

## Таблица соответствия алфавитов
Таблица соответствия алфавитов
| Миссионерская кириллица | Кириллица 1922-1928 | Латиница 1928-1938 | Кириллица 1938-1944 | Современная кириллица |
| ----------------------- | ------------------- | ------------------ | ------------------- | --------------------- |
| А а                     | А а                 | А а                | А а                 | А а                   |
| Б б                     | Б б                 | B в                | Б б                 | Б б                   |
| -                       | В в                 | V v                | В в                 | В в                   |
| Г г                     | Г г                 | G g                | Г г                 | Г г                   |
| Д д                     | Д д                 | D d                | Д д                 | Д д                   |
| J j                     | Ј ј                 | Ç ç                | Дь дь               | Ј ј                   |
| Е е                     | Е е                 | Е е                | Е е                 | Е е                   |
| -                       | -                   | -                  | Ё ё                 | Ё ё                   |
| Ж ж                     | Ж ж                 | Ƶ ƶ                | Ж ж                 | Ж ж                   |
| З з                     | З з                 | Z z                | З з                 | З з                   |
| I i                     | И и                 | I i                | И и                 | И и                   |
| Й й                     | Й й                 | J j                | Й й                 | Й й                   |
| К к, К̅ к̅                | К к                 | K k                | К к                 | К к                   |
| Л л                     | Л л                 | L l                | Л л                 | Л л                   |
| М м                     | М м                 | M m                | М м                 | М м                   |
| Н н                     | Н н                 | N n                | Н н                 | Н н                   |
| Ҥ ҥ, Н̄ н̄                | Ҥ ҥ                 | Ꞑ ꞑ                | Н' н'               | Ҥ ҥ                   |
| O o                     | O o                 | O o                | O o                 | O o                   |
| Ӧ ӧ                     | Ӧ ӧ                 | Ө ө                | Ё ё                 | Ӧ ӧ                   |
| П п                     | П п                 | P p                | П п                 | П п                   |
| Р р                     | Р р                 | R r                | Р р                 | Р р                   |
| С с                     | С с                 | S s                | С с                 | С с                   |
| Т т                     | Т т                 | T t                | Т т                 | Т т                   |
| У у                     | У у                 | U u                | У у                 | У у                   |
| Ӱ ӱ                     | Ӱ ӱ                 | Y y                | Ю ю                 | Ӱ ӱ                   |
| -                       | Ф ф                 | F f                | Ф ф                 | Ф ф                   |
| -                       | X x                 | X x                | X x                 | X x                   |
| -                       | Ц ц                 | -                  | Ц ц                 | Ц ц                   |
| Ч ч                     | Ч ч                 | C c                | Ч ч                 | Ч ч                   |
| Ш ш                     | Ш ш                 | Ş ş                | Ш ш                 | Ш ш                   |
| -                       | Щ щ                 | -                  | Щ щ                 | Щ щ                   |
| -                       | -                   | -                  | ъ                   | ъ                     |
| Ы ы                     | Ы ы                 | Ь ь                | Ы ы                 | Ы ы                   |
| -                       | -                   | -                  | ь                   | ь                     |
| -                       | Э э                 | -                  | Э э                 | Э э                   |
| -                       | -                   | -                  | Ю ю                 | Ю ю                   |
| -                       | -                   | -                  | Я я                 | Я я                   |